# Škoda VOS
Škoda VOS (чеськ. Vládní Osobní Speciál — «управлінський легковий спеціальний») — представницький автомобіль, що виготовлявся AZNP Škoda у 1949—1952 рр.
Попри назву, у його створенні брали участь майже усі автозаводи Чехословаччини.
Конструкція була розроблена «Шкодою», двигун та коробку передач виготовляла Praga, шасі і бронекапсулу — Škoda, кузов, салон (розроблений за участі Tatr'и) й кінцеве збирання відбувалось компанією Karosa (колишній кузовобудівник Sodomka).
Загалом було виготовлено 107 екземплярів, 37 з яких мали броньований кузов.
Призначався для вузького кола партійних та державних керівників Чехословаччини й інших соціалістичних країн, лідерів провідних компартій капіталістичних країн.
Відомими власниками Škod'и VOS були Клемент Ґотвальд, Енвер Ходжа, Чжу Де, Анна Паукер та Мао Дзедун.

## Історія
У кінці 1948 р. генерал Йозеф Павел — заступник міністра внутрішніх справ й командуючий прикордонною обороною Чехословаччини, виражаючи занепокоєність ростом напруженості у прикордонних районах країни (внаслідок переходу влади до КПЧ, другої хвилі націоналізації, початку колективізації, неорганізованого заселення покинутих депортованими судетськими німцями населених пунктів, росту еміграції, включаючи нелегальних перехід кордону, й антикомуністичного опору, в тому числі створення бойових груп, що займались диверсіями й замахами на партійних, державних та військових діячів) висунув пропозицію за короткий термін розробити й виготовити спеціальний автомобіль для керівництва «задля поїздок виключно у небезпечних зонах». Виконавцем завдання стала Škoda, головний конструктор якої — Ульріх Медуна, мав у 1930-х рр. досвід створення бронетехніки (зокрема легкого танку LT vz. 35). Попри те, що «Шкода» та її шеф-конструктор вже були зайняті розробкою 3-тонної армійської вантажівки (Praga V3S), завдання щодо легковика для державної верхівки було визнано не менш значущим.
Перший прототип, створений через кілька місяців у позаробочий час нагадував броньовик. До того часу вимоги замовника змінились й виглядали приблизно так: «автомобіль представницького класу для щоденного користування, котрий би не виглядав як броньований». Припускалось створення 50 важкоброньованих й стількох ж легкоброньованих машин для супроводу, причому вони не мали відрізнятись візуально.
Медуна вирішив спочатку створити бронекорпус, а після встановити його на шасі, підібрати двигун й «обставити» кузовом. Металургійний завод у Кладно створив спеціальну броню (сплав сталі з кобальтом) завтовшки 5 мм, що використовувалась на полегшеному варіанті корпуса в один шар, а на важкому — у два з «путанкою» із сталевих дротів поміж ними (задля спотворення траєкторії польоту кулі чи осколка). Через бронекорпус повна маса автомобіля могла сягати 5 т, що ставило особливі вимоги до рами, підвіски, двигуна й коліс. Компактний та потужний (на той час) 5-літровий бензиновий 120-сильний двигун N4T був запозичений у вантажівки Praga V3S (в подальшому завод перейшов на дизель розробки Tatra), що ще готувалась до виробництва. Підсилена рама, підвіска, колеса, шини, гальмівна система (двоконтурна з барабанними механізмами) були розроблені з використанням кращих наявних, в тому числі імпортних, матеріалів. Зокрема, для шин була закуплена спеціальна єгипетська бавовна для виробництва корду й бразильський натуральний каучук вищого ґатунку, гальмівні накладки були зроблені з голландського матеріалу, багатошарові склопакети з гартованого дзеркального скла склеювались американським прозорим клеєм.
В ході випробувань виявились проблеми з шинами, що не витримували велику вагу. Задля цього компанією Mitas Praha були спеціально розроблені й виготовлені близько 600 шин з особливого сорту сирої гуми й у котрих каркас мав нитки з вищезазначеної єгипетської бавовни. Кожен комплект шин перед відправленням на збиральну лінію піддавався серйозним випробуванням, чому передувала аварія з одним польським маршалом через луснуту шину.
Надмірна маса автомобіля, невдалий її розподіл по осям сприяли поганій керованості. Через це виробник не рекомендував розвивати швидкість більшу за 80 км/год. Витрата палива, навіть по міркам вантажівки була значною — 30 л/100 км.

## Цікаві факти
Доведення прототипів до робочих зразків супроводжувалось рядом курйозів. Наприклад, для страждаючої повнотою дружини президента Чехословаччини Клемента Ґотвальда Марти двері салону виявились занадто вузькими, в результаті чого довелось поспішно збільшувати не тільки ширину дверей, але й колісну базу (на 100 мм). Дружина першого секретаря КПЧ Рудольфа Сланського, будучи вагітною, поскаржилась на занадто жорстку підвіску (що було недивно при такій масі автомобіля), тому у пакет ресор додали два листа, а пружинні сидіння додатково заповнили пухом, для оббивки використали більш м'який сорт натуральної шкіри. Задля секретності Комісія Міністерства національної оборони вимагала, щоб куленепробивні вікна двох варіантів ззовні не відрізнялися, незважаючи на різницю у товщині (для «важкої» версії — 52 мм, для «легкої» — 8 мм) й прозорості, через що виробник скла дещо затоновував більш тонкі зразки. Щоб товщина скла не кидалась у очі в опущеному стані, їх можна було відкривати не більше ніж на 5 см. У спекотну погоду це створювало дискомфорт, тому було вирішено, як мінімум кілька машин обладнати кондиціонерами повітря, компоненти яких знаходились у багажнику й разом з базовою приймально-передавальною радіостанцією займали весь його об'єм — багаж доводилось перевозити на машинах супроводу.
Анна Паукер мала Škod'у VOS для руху по залізничним шляхам. Автомобіль-дрезина, при повній масі 5 т розвивала 115 км/год. На даний момент вона знаходиться на залізничній станції у Сінаї. Лобове скло зі сторони водія пошкоджене після спроби замаху на «Сталіна у спідниці» поблизу залізничної станції Рошіорій-де-Веде.